# النزيهاء (تعز)
النزيهاء هي إحدى قرى الجمهورية اليمنية. تتبع جغرافيا لمحافظة تعز وإداريًا لمديرية شرعب الرونة. يبلغ تعداد سكانها 3853 نسمة حسب الإحصاء الذي أجري عام 2004.